# Ляш, Карл фон
Карл фон Ляш (нем. Karl von Lasch; 29 декабря 1904, Кассель — 3 июня 1942, Бреслау) — австрийский экономист, юрист, активный деятель НСДАП и СА. 1-й Генерал-губернатор дистрикта «Галиция».
С октября 1939 по июль 1941 г. — губернатор Дистрикта «Радом» Генеральной губернии.
1 августа 1941 распоряжением генерал-губернатора Генеральной губернии Г. Франка назначен губернатором вновь сознанного в составе Генеральной губернии дистрикта «Галиция» с административным центром в г. Львове.
В Галиции возглавлял также местное отделение НСДАП.
Вскоре после назначения на должность губернатора встретился с митрополитом Андреем Шептицким, провёл хозяйственно-политическое совещание во Львове с участием представителей власти, общественных и хозяйственных учреждений, доверенных лиц государственных и владельцев частных предприятий. В своем выступлении на совещании заверил присутствующих в том, что немецкая гражданская администрация настроена на равноправное сотрудничество с украинским населением края. Вопреки заявлениям, проводил политику отправки в Германию остарбайтеров (около 60 тыс. человек), массового ограбления населения, разрушения производительных сил края.
Карл фон Ляш стал организатором геноцида населения края. Ввёл во Львове и других городах и местечках еврейские гетто. Создал Яновский лагерь принудительных работ, в котором за время его существования было замучено 200 тысяч жителей львовского гетто.
Уже через 3 месяца, 24 ноября 1941 г., был арестован гитлеровскими спецслужбами. Обвинялся в утаивании и присвоении в особо крупных размерах контрибуции, наложенной на Львовское гетто, а также ценностей из львовских музеев. Следствие проводил командующий полицией безопасности и СД в Генерал-губернаторстве оберфюрер СС Карл Эберхард Шёнгарт. Позже следствие было передано в распоряжение Специального суда в Бреслау.
После личного вмешательства А. Гитлера и во избежание скандала, 3 июня 1942 г. Карл фон Ляш по приказу Гиммлера был расстрелян или же принуждён к совершению самоубийства.
Новым губернатором Дистрикта «Галиция» был назначен бригадефюрер СС Отто Вехтер, до этого руководивший дистриктом «Краков».